# كلير لينكس
كلير لينكس (بالإنجليزية: Clear Linux)‏ هي توزيعة لينكس مستمرة الترقية من تطوير إنتل، وتركز على الكفاءة والأداء.

## وصلات خارجية
- الموقع الرسمي